# 라우팅 정보 프로토콜
라우팅 정보 프로토콜(Routing Information Protocol, RIP)는 UDP/IP 상에서 동작하는 라우팅 프로토콜이다.
RIP는 경유할 가능성이 있는 라우터를 홉수로 수치화하여, DVA(Distance Vector Algorithm)라는 알고리즘으로 인접 호스트와의 경로를 동적으로 교환하는 일이다. 패킷이 목적 네트워크 주소에 도착할 때까지의 최단 경로를 결정한다. 또한 유효 경로를 2개까지 채택하며 고정 수치를 주어 동일 홉수의 경로가 있는 경우에 우선하는 경로를 제어하는 것이 가능하다.
목적 네트워크 주소, 다음의 홉 IP주소, 목적 네트워크까지의 홉수 등의 정보는, 라우터 내의 라우팅 데이터베이스에 기록되어 라우터끼리 정기적으로 정보를 교환한다. 그 중에서 유효한 경로를 추출한 테이블을 라우팅 테이블이라고 한다.
RIP는 전송 프로토콜로서 사용자 데이터그램 프로토콜(UDP)을 사용하며 포트 번호 520으로 할당된다.

## 버전
- RIP 버전 1
- RIP 버전 2
- RIPng (RIP next generation)

## 참조
1. ↑  “Service Name and Transport Protocol Port Number Registry”. 《IANA》.
2. ↑  “Port Numbers” (plain text). The Internet Assigned Numbers Authority (IANA). 2008년 5월 22일. 2008년 5월 25일에 확인함.